# Yitzhak HaLevi Herzog

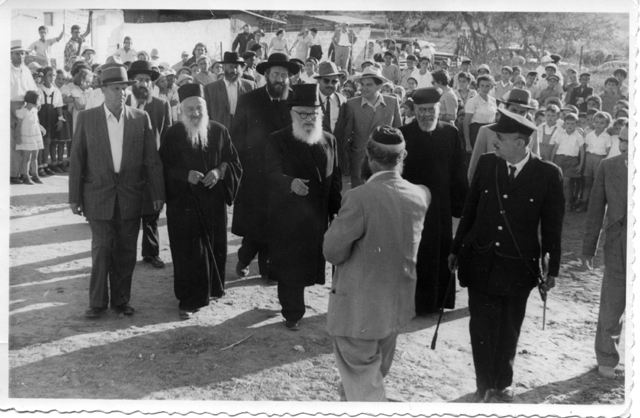
Una visita a Ascalón (Israel) por el Gran Rabino Sefardí Rabbi Yitzhak Nissim y el Gran Rabino Asquenazí Isaac Herzog (1955).

Yitzhak HaLevi Herzog (en hebreo: יצחק הלוי הרצוג‎); (Łomża, Imperio ruso, 3 de diciembre de 1888 - Jerusalén, Israel, 25 de julio de 1959), fue el primer Gran Rabino de Irlanda, su mandato duró desde 1921 hasta 1936. Desde 1936 hasta su muerte en 1959, fue Gran Rabino Ashkenazi del Mandato Británico y de Israel después de su independencia en 1948. Fue padre de Jaim Herzog y abuelo de Isaac Herzog, ambos presidentes de Israel.

## Biografía
Isaac Halevi Herzog nació en Łomża en el Zarato de Polonia, estado satélite del Imperio ruso. Hijo de Liba Miriam (Cyrowicz) y Joel Leib Herzog. Se trasladó al Reino Unido con su familia en 1898, donde se establecieron en Leeds. Su educación inicial fue en gran parte bajo la instrucción de su padre, que era rabino en Leeds y luego en París.
Después de dominar los estudios talmúdicos a temprana edad, Yitzhak asistió a la Sorbona y luego a la Universidad de Londres, donde recibió su doctorado. Su tesis (donde acuñó el término Porfirología hebrea), que lo hizo famoso en el mundo judío, se refería a su afirmación de redescubrir Tekhelet, el tipo de tinte azul que alguna vez se usó para hacer Tzitzit.
Los descendientes del rabino Herzog han continuado activamente en la vida política de Israel. Su hijo Jaim Herzog fue general de las Fuerzas de Defensa de Israel y más tarde fue embajador de Israel ante la ONU y sexto presidente de Israel. Su hijo, Yaakov Herzog, se desempeñó como embajador de Israel en Canadá y luego como director general de la Oficina del Primer Ministro. También aceptó una oferta para convertirse en Gran Rabino de la Commonwealth británica, pero debido a problemas de salud nunca asumió ese cargo.
Su nieto Isaac Herzog es el presidente de Israel. También se desempeñó anteriormente como miembro de la Kneset, el parlamento de Israel, y líder de la oposición. Anteriormente se desempeñó como ministro de vivienda y turismo y ministro de bienestar y más tarde fue presidente de la Agencia Judía.

## Carrera rabínica
El rabino Herzog se instaló en la isla de Irlanda, donde se desempeñó como rabino de Belfast desde 1916 hasta 1919 y luego fue nombrado rabino de Dublín en 1919. Un hablante fluido del idioma irlandés, apoyó al Primer Dáil y la causa republicana irlandesa durante la Guerra de Independencia de Irlanda, y se hizo conocido como "el rabino del Sinn Féin". Luego se desempeñó como Gran Rabino de Irlanda entre 1922 y 1936, cuando emigró a Eretz Israel para suceder al Rabino Abraham Isaac Kook como Gran Rabino Asquenazí tras su muerte. Se convirtió en partidario tanto del Ejército Republicano Irlandés como del Irgún.
En mayo de 1939, poco antes de la Segunda Guerra Mundial, los británicos publicaron el Libro Blanco de 1939 que restringía la inmigración judía a Mandato británico. Después de encabezar una procesión por las calles de Jerusalén, con seguidores judíos inusualmente unidos de todas las sectas, en los escalones de la Sinagoga Hurva, se volvió y dijo: "No podemos estar de acuerdo con el Libro Blanco. Tal como lo hicieron los profetas antes que yo, por la presente lo parto en dos". Unos 40 años después, el 10 de noviembre de 1975, el embajador Herzog repitió el gesto de su padre con la resolución de la ONU de que el sionismo es igual al racismo.
Durante la Segunda Guerra Mundial, el rabino Herzog viajó con gran riesgo a los Estados Unidos y de regreso, no antes de que pudiera asegurar una reunión con Roosevelt. Este sonrió y no respondió a las súplicas del rabino de una promesa de ayudar a los judíos de Europa. Su biógrafo registra que varias personas notaron que su cabello se volvió blanco cuando salió de la reunión, lo que percibió como un fracaso. Después de esto, inmediatamente regresó a casa, perdiéndose el viaje en un barco que fue hundido por un submarino y tomando lo que se decía que era el último barco civil en cruzar el Atlántico durante la guerra.
Después de la guerra, el rabino Herzog se dedicó a salvar a los niños judíos, especialmente a los bebés, y traerlos de vuelta de sus escondites en toda Europa, a sus familias o a los orfanatos judíos. Muchos de estos fueron escondidos en monasterios cristianos o por familias cristianas, que se negaron a devolverlos. En su biografía cuenta las dificultades que tuvo para encontrarse con el Papa que lo evitaba, pero finalmente recibió ayuda del Vaticano. En años posteriores se descubrió que Karol Wojtyła, futuro Papa Juan Pablo II, era el contacto que ayudó al rabino. Sin embargo, los defensores del Papa Pío XII han afirmado que Herzog mantuvo relaciones amistosas con el pontífice tanto durante como después de la Segunda Guerra Mundial. En 1945, afirmó: “El pueblo de Israel nunca olvidará lo que Su Santidad y sus ilustres delegados están haciendo por nuestros desdichados hermanos y hermanas en la hora más trágica de nuestra historia, que es prueba viva de la Divina Providencia en este mundo”.

## Obras publicadas
El rabino Herzog fue reconocido como una gran autoridad rabínica y escribió muchos libros y artículos que tratan sobre problemas halájicos relacionados con la Torá y el Estado de Israel. De hecho, sus escritos ayudaron a moldear la actitud del Movimiento Religioso Sionista hacia el Estado de Israel. El rabino Herzog escribió:
- Principales Instituciones de la Ley Judía
- Heijal Yitzchak
- Techukah leYisrael al pi haTorah
- Pesachim uKetavim
- El púrpura real y el azul bíblico

## Premios y reconocimientos
- En 1958, el rabino Herzog recibió el Premio Israel en Literatura rabínica.[13]